# Граф, Бернадетте
Бернадетте Граф (нем. Bernadette Graf; род. 25 июня 1992) — австрийская дзюдоистка, призёрка чемпионатов Европы и Европейских игр.

## Биография
Родилась в 1992 году в Инсбруке. В 2013 и 2014 годах становилась бронзовой призёркой чемпионата Европы. В 2015 году завоевала бронзовую медаль Европейских игр.
В апреле 2021 года на чемпионате Европы по дзюдо, который проходил в Лиссабоне, в весовой категории до 78 кг, австрийская спортсменка завоевала бронзовую медаль турнира. 